# 泽生薹草
泽生薹草（学名：Carex riparia）是莎草科薹草属的植物。分布在俄罗斯、西西伯利亚和中亚地区、欧洲西部、伊朗以及中国大陆的新疆等地，生长于海拔1,400米至2,000米的地区，多生长在湖边湿处、河边及沼泽地，目前尚未由人工引种栽培。